# Tomie: Revenge
Tomie: Revenge (富江 REVENGE?) è un film del 2005, diretto da Ataru Oikawa, ispirato dall'omonimo manga scritto e disegnato da Junji Itō nel 1997. È il settimo lungometraggio della serie Tomie.

## Trama
Di notte, in una strada di campagna, la dottoressa Kazue Suma investe qualcuno. Scesa dall'auto per controllare, alla donna appare una ragazza nuda, con un piccolo neo sotto l'occhio sinistro. La ragazza si allontana senza dire una parola, e la dottoressa la segue nel bosco, ritrovandosi davanti a un casolare abbandonata. Entrata in una stanza, la dottoressa vede un uomo che si comporta in modo anomalo, come se fosse uno zombi, e fugge via. Un altro uomo trascina dentro la stanza la donna, che vede una ragazza dentro un sacco a pelo, apparentemente morta, che viene successivamente portata in ospedale.
Un anno dopo la ragazza, si trova ancora in ospedale, poiché non ha riacquistato la memoria. La dottoressa Suma si è affezionata a lei, dandole il  nome di Yukiko, e vorrebbe adottarla, ma si sente allo stesso tempo in colpa, perché la ragazza investita da lei un anno prima è uguale alla figlia scomparsa del direttore dell'ospedale.
Un giorno la dottoressa Suma viene interrogata da due ispettori, che si occupano di terrorismo e occulto. I due pongono una serie di domande alla donna, e le mostrano una fotografia raffigurante la ragazza da lei investita, quindi accennano a una serie di casi che loro chiamano "i casi di Tomie", riguardanti una ragazza con un neo sotto l'occhio sinistro, sempre la stessa, chiamata Tomie Kawakami, che viene ripetutamente uccisa per poi ricomparire come se niente fosse accaduto. Le apparizioni risalgono all'Era Meiji e sono state più di cento. Inoltre i detective informano la dottoressa che Tomie riesce a rigenerarsi anche con una sola cellula, impossessandosi poi del corpo che sceglie per rigenerarsi.
La dottoressa Suma ricorda i fatti accaduti un anno prima, con Yukiko che si risveglia e uccide l'uomo che l'aveva aggredita, quindi recupera una cassetta di una videocamera, contenente il filmato dell'aggressione a Yukiko da parte di due uomini che la chiamano Tomie e lottano per lei uccidendosi a vicenda. Yukiko viene intanto rapita da uno strano uomo, che la porta in un casolare abbandonato, di fronte alla Tomie originale. Nel casolare accorre però anche il direttore dell'ospedale, che uccide Tomie a colpi di fucile a pompa, quindi si accorge che il neo sotto l'occhio sinistro della ragazza è sparito.
Successivamente, Yukiko sta parlando con la dottoressa Suma, quando alle sue spalle appare improvvisamente Tomie, che la morde alla carotide e fugge via. Yukiko muore così dissanguata. Sulla sua bara aperta, la dottoressa Suma nota che sotto l'occhio sinistro di Yukiko appare un piccolo neo, quindi la ragazza apre gli occhi e inizia a strangolare la dottoressa, ridendo allo stesso modo di Tomie.